# Ouragan Charley (1986)
Pour les articles homonymes, voir Cyclone tropical Charley.
L’Ouragan Charley est la troisième tempête tropicale à être nommée, le deuxième ouragan et le système tropical ayant causé le plus de dégâts matériels de la saison cyclonique 1986 en Atlantique nord. Charley a débuté comme un cyclone subtropical le 13 août le long de la Floride. Après s'être dirigé vers les côtes de la Caroline du sud, le système est devenu en une dépression tropicale et s'est intensifié jusqu’à devenir une tempête tropicale le 15 août. Charley a plus tard obtenu le statut d'ouragan avant de se déplacer le long de la côte est de la Caroline du Nord. Il a ensuite progressivement diminué d'intensité sur l'Atlantique nord et est devenu un cyclone extra-tropical le 20 août. Les restes de Charley sont restés identifiables plus d'une semaine, ont traversé l'Atlantique, frappé les îles Britanniques et se sont dissipés le 30 août sur le nord-est de l'Europe.

## Évolution météorologique
L'ouragan Charley provient d'une zone de convection associée à un creux barométrique observé pour la première le 11 août dans le sud de la Floride et le sud-est du golfe du Mexique. La zone s'est déplacée vers le nord a formé une zone de basse pression le lendemain. Passant sur le nord sur la Floride, le système est devenu un peu mieux organisé en fusionnant avec un front météorologique en dissipation. Le 12 août, le National Hurricane Center (NHC) a déclaré le système un faible cyclone subtropical près Apalachee Bay le long de la côte nord du golfe du Mexique, c'est-à-dire un système dépressionnaire non frontal qui a des caractéristiques à la fois tropicales et extra-tropicales.
Le cyclone traversa ensuite le nord de la Floride puis le sud de la Géorgie, avant de se tourner vers l'est et de sortie en mer au large de la Caroline du Sud. Sa trajectoire a été influencée par la présence d'une crête subtropicale sur l'Atlantique. Le 15 août, le cyclone est devenu une dépression tropicale à environ 110 kilomètres au sud-est de Charleston (Caroline du Sud). Cette dernière s'est renforcée et, à la suite des rapports de reconnaissance de chasseurs d'ouragans, elle a été classée comme tempête tropicale Charley tard sur le 15 août 15.
Avec une faible crête barométrique au nord, la tempête s'est initialement déplacée lentement vers l'est jusqu'à la côte de la côte de Caroline du Nord, avant de se tourner vers le nord-nord-est. Charley s'est progressivement intensifié et a formé un œil en son centre. À 1200 UTC le 17 août, il a atteint le statut d'ouragan environ 21 km au large de la côte de Caroline du Nord. Deux heures plus tard, l'ouragan Charley a touché terre près du cap Fear et traversé ensuite la pointe est de l'État.

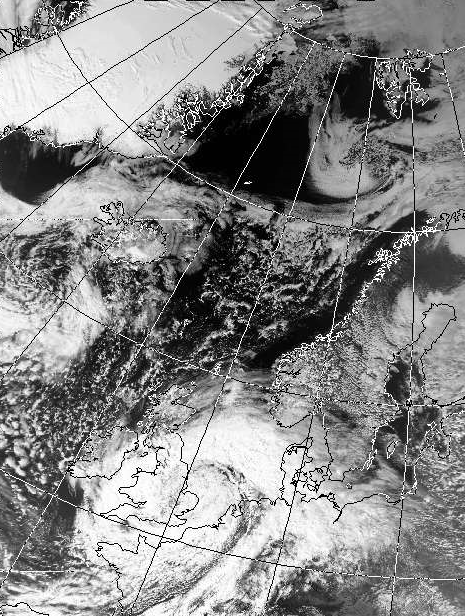
La dépression extra-tropicale provenant de Charley traversant l’Irlande et la Grande-Bretagne.

L'ouragan Charley s'est maintenu en se déplaçant sur la terre donnant des pointes de vent de 130 km/h après avoir émergé dans l'océan Atlantique, près de la frontière entre la Caroline du Nord et la Virginie. Dans les 12 heures suivante, l'ouragan affaiblit et redevint une tempête tropicale. L'approche d'un creux barométrique l'a forcé à accélérer vers le nord-est et plus tard vers l'est passant à environ 130 km au sud-est de Nantucket, Massachusetts, le 19 sur août. Charley a subi lentement le processus de transition extratropicale sous l'influence du creux. En conséquence, la tempête a ainsi des caractéristiques subtropicales pendant plusieurs jours. Le 21 août, la transition fut finalement complétée.
Après être devenue extratropicale, Charley s'est renforcé grâce à l'instabilité barocline. La tempête résultant devint très large en traversant le nord de l'océan Atlantique. Comme cyclone extratropical, Charley atteint une pression atmosphérique de 980 hPa, inférieure à sa pression comme un cyclone tropical. Le 24 août, il a engendré une dépression séparée qui s'est dissipée près de l'Espagne. Le reste de Charley a accéléré en approchant des îles Britanniques après un passage au sud de l'Irlande, il traversa la Grande-Bretagne le 27 août puis faiblit dans la mer du Nord en effectuant une boucle dans le sens antihoraire. Le 30 août, il s'est dissipé près du Danemark.

## Impact

### États-Unis

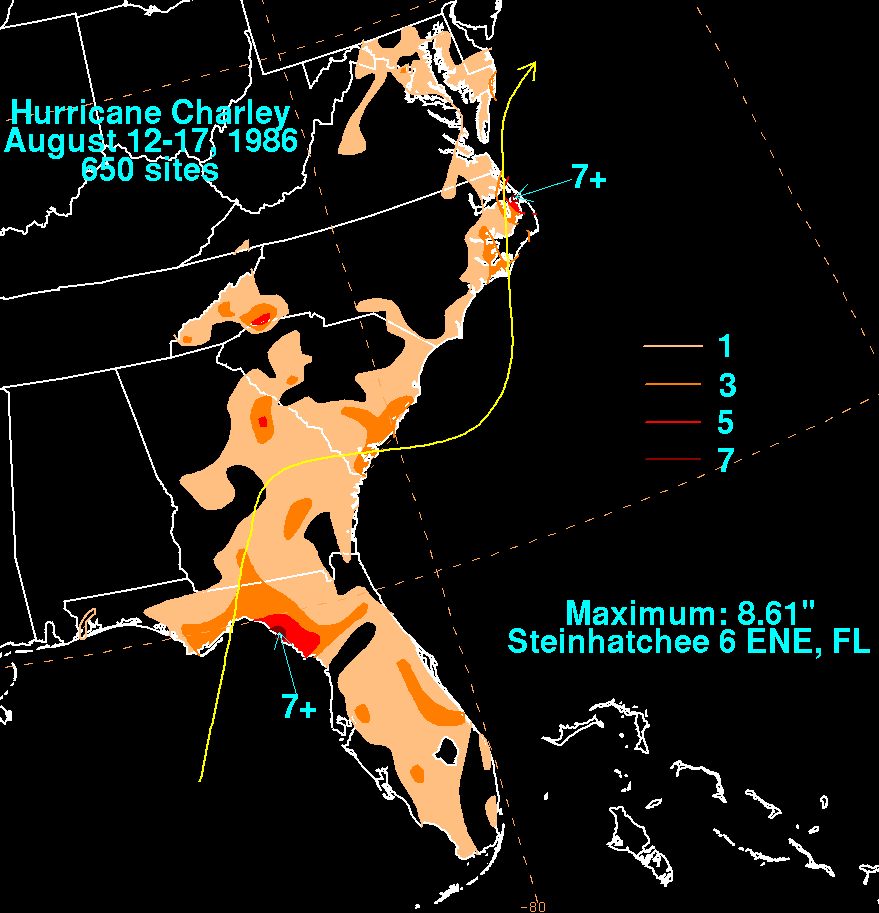
Accumulation de pluie aux États-Unis
(1 pouce = 2.54 mm)

L'ouragan a affecté au moins dix États des États-Unis, causant cinq décès et 15 millions $US (1986) en dommages,,,. Comme Charley devait passer le long de la côte sud-est de États-Unis, des alertes cycloniques ont été émis pour une assez grande zone afin de tenir compte de l'incertitude sur la trajectoire et l'intensité du système. Lors d'une post-analyse du système, le NHC a décrit la difficulté de prévision, : il n'avait initialement que 22 % de probabilité passer à moins de 105 km de la côte de la Caroline du Sud mais graduellement sa trajectoire s'est incurvée plus près de la côte augmentant l'intensité des avertissements.

#### Sud-est
Ce sont jusqu'à 10 000 personnes qui ont été évacuées des Outer Banks de Caroline du Nord, causant des embouteillages sur les routes. Six traversiers ont aussi été utilisés pour l'évacuation d'une partie seulement de la population de l'île d'Ocracoke mais un manque de temps a forcé les autres à supporter les effets de la tempête sur place.
Le système pré-tropical a donné de la pluie à une bonne partie de la Floride, incluant un cumul maximal de 219 mm à Steinhatchee. La pluie fut faible à modérée en Géorgie et en Caroline du Sud, ce qui fut bénéfique car la région subissait alors une sécheresse. Les plus fortes précipitations sont cependant tombée en mer.
Passant sur la partie est de la Caroline du Nord avec la force minimale d'un ouragan, Charley a donné ses rafales maximales de 130 km/h à Frisco et une onde de tempête importante ce qui a causé la majorité des dommages estimés à 400 000 $US (1986). Cependant, aucune station météorologique n'a enregistré des vents soutenus sur plus d'une minute à la force d'ouragan. Charley a laissé jusqu'à 175 mm de pluie à Manteo. Touchant terre près de Cape Fear, il a apporté une surcote de 1,76 mètre au quai de pêche de Duck Coe. Près du cap Hatteras, une femme s'est noyée en essayant de traverser une route inondée, les ponts et les routes étant recouverts d'un mètre d'eau par endroits. Environ 8 000 personnes ont subi une perte de courant dans les Outer Banks mais les dommages furent minimaux, surtout aux toits.

#### Nord-est
Les avertissements d'ouragan ont été prolongés à Virginia Beach puis vers la frontière entre le Maryland et le Delaware et enfin vers le New-Jersey. L'aéroport international de Norfolk fut fermé et 9 000 personnes évacuées des côtes vers des refuges à l'intérieur des terres.
Des vents de force de tempête tropicale avec rafales à 133 km/h ont soufflé au cap Charles en Virginie et la station du pont-tunnel de Chesapeake Bay a rapporté des vents soutenus de 157 km/h avec rafales à 168 km/h ce qui a forcé la fermeture de la traversée pour la nuit,,. De nombreux arbres ont été renversés, dont un est tombé sur un automobiliste et l'a tué à Norfolk en Virginie,.
Les dommages par Charley ont été estimés à 1 million $US (1986) en Virginie. Les vents ont causé des pannes de courant pour environ 110 000 clients en Virginie. À Virginia Beach, le vent a soufflé le toit d'un hôtel et détruit deux maisons en construction et les fortes vagues ont détruit 76 mètres du quai Harrison à Norkfolk,. La pluie a cependant été assez faible, laissant 25 millimètres en 24 heures à Norfolk.
Des orages au nord du système ont donné de la pluie modérée au Maryland et causé l'écrasement d'un avion léger près de Baltimore, causant la mort de ses trois occupants. Le maximum d'accumulation sur l'État fut de 105 mm à Hollywood. Des vents de force de tempête tropicale, avec des rafales à 121 km/h à Rehoboth Beach, ont aussi frappé l'État. Cependant, seuls des dégâts mineurs ont été signalés au Maryland et au Delaware.
Au New Jersey, des vents de force d'ouragan ont été notés à Long Beach Island et 33 mm sont tombés à Atlantic City. Dans les comtés les plus au sud de l'État, les vents ont causé des pannes de courant pour 15 000 clients. La compagnie d'électricité de Long Island, État de New York, s'était procuré les services de travailleurs supplémentaires en prévision de pannes électriques à la suite de l'expérience du passage de l'ouragan Gloria l'année précédente. La pluie et les vents ont frappé jusqu'à New York mais très légèrement.
Des avertissements de tempête ont été émis pour la côte sud-est du Massachusetts, incluant Martha's Vineyard et Nantucket,. Nantucket a rapporté 81 mm de pluie, des vents soutenus de 96 km/h et une onde de tempête de 1 à 1,2 mètre, alors que Chatham a reçu 68 mm en 24 heures. La forte marée et la pluie ont inondé certaines rues de Nantucket, plusieurs plages et bateaux ont été endommagés et un de ceux-ci a coulé dans le port. Les dommages sur l'île se sont chiffrés à 75 000 $US (1986).

### Est du Canada
Avant de devenir post-tropical, Charley est passé au sud de la Nouvelle-Écosse, donnant des rafales de 105 km/h et jusqu'à 116 mm de pluie sur la côte sud de la province. Les grosses vagues ont aussi endommagés des bateaux sur les côtes de la Nouvelle-Écosse et du Nouveau-Brunswick, emportant au large un garçon à Saint-Jean de Terre-Neuve et le tuant.

### Europe

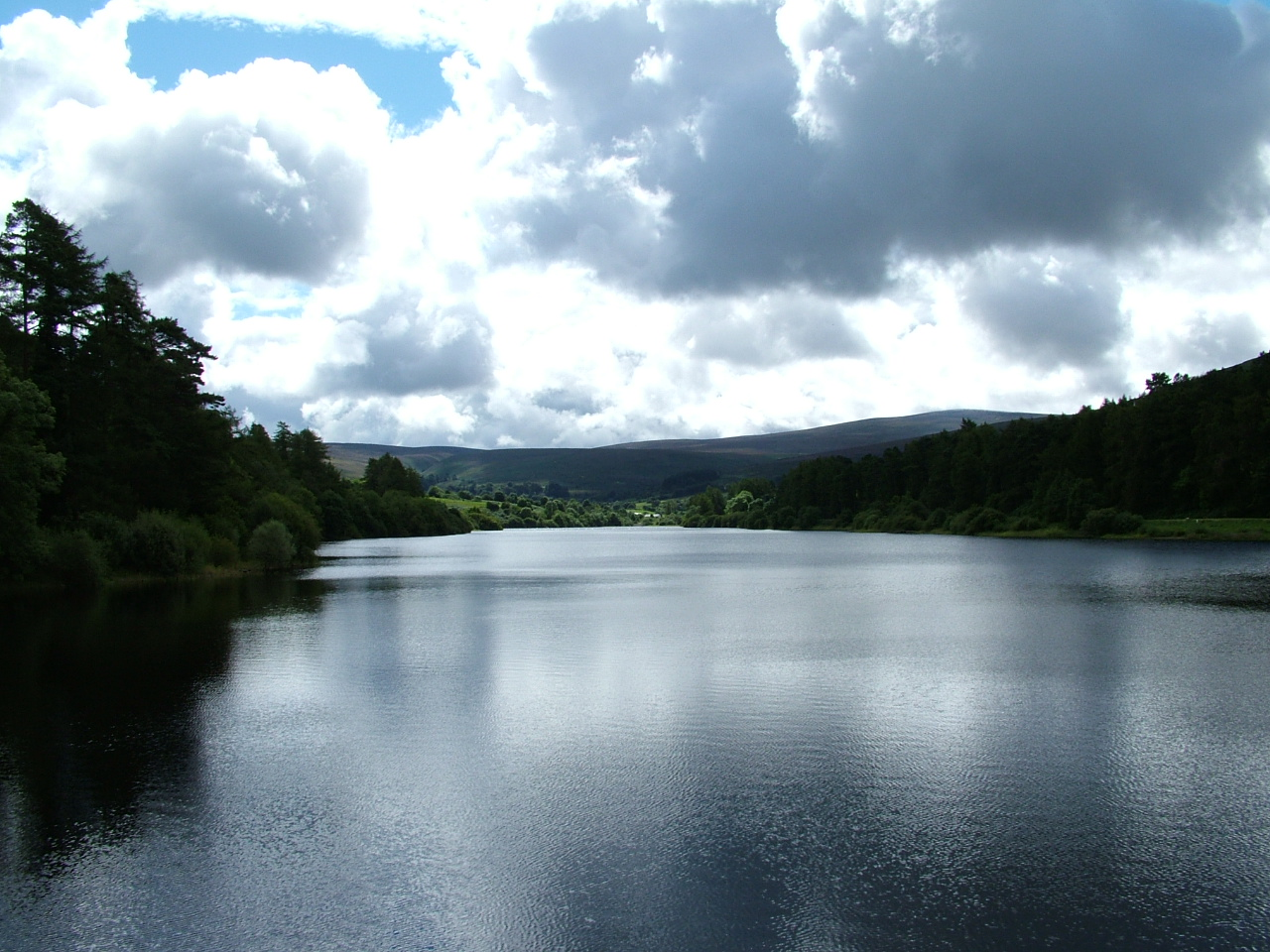
Réservoir d'un barrage en Irlande qui a presque débordé à cause des restes de Charley

Le Met Office britannique a émis des alertes météorologiques avant l'arrivée de la tempête devenu extra-tropicale, mentionnant le potentiel pour des inondations locales dues au pluies. Au Royaume-Uni, l'approche du système a entraîné l'annulation du service de traversier entre l'Irlande du Nord et la Grande-Bretagne ainsi qu'entre la Grande-Bretagne et la France. Les restes de Charley ont donné en Irlande et au Royaume-Uni des vents soutenus de 85 km/h et les précipitations ont été importantes sauf en Écosse,, Dans la Manche, les vagues ont atteint 8 mètres de hauteur et inondé un navire dont les 31 passagers furent secourus par des hélicoptères et d'autres navires. Dans toute la région, la tempête a fait au moins 11 morts.

#### République d'Irlande
Le 25 août, la dépression est passée juste au sud de l'Irlande donnant des rafales jusqu'à 105 km/h). La pluie a affecté l'ensemble du pays avec un maximum de 280 mm dans la région du mont Kippure en 24 heures, ce qui a établi un nouveau record quotidien pour ce pays. Plusieurs autres records de précipitations sur 6, 12 et 24 heures ont été également battus à d'autres endroits.
Les précipitations ont causé des inondations, en particulier dans la région de Dublin où 451 bâtiments ont été inondés jusqu'à une hauteur de 2,4 m par le débordement de la rivière Dodder, la pire inondation de l'histoire de l'histoire de la ville,. Le fleuve Dargle est sorti de ses berges et inonda des sections de la ville de Bray jusqu'à une hauteur de 1,5 m et força environ 1 000 personnes à évacuer,. L'inondation, qui a pris naissance à environ un demi-kilomètre au nord de la ville, a endommagé plus de 500 maisons et abattu plusieurs arbres. À la suite de ces événements, les politiciens locaux promirent de construire une protection contre les débordements mais la ville de Bray est restée vulnérables à de telles inondations au moins 20 ans après la tempête. Dans les montagnes de Wicklow, la pluie a entraîné un ruissellement important qui causa de l'érosion le long de la rivière Cloghoge. [24] Le passage de la tempête causa de lourds dégâts aux cultures qui s'ajoutaient à une période déjà difficile pour l'agriculture dans le pays.
La tempête a causé au moins cinq morts, dont quatre par noyade dans les rivières inondées. Le cinquième est mort d'une crise cardiaque de son évacuation. Deux mois après la tempête, le gouvernement de l'Irlande a alloué 6 449 000 IEP (de 1986), soit 8 650 000 $US, pour réparer les routes et les ponts endommagés par les intempéries système.

#### Royaume-Uni
La tempête est passée dans le sud de la Grande-Bretagne. [6] Au pays de Galles, elle donna des précipitations journalières record, dépassant 100 mm à Dyfed, équivalentes à une période de retour de 10 anns à certains endroits. [26] La tempête a frappé la région pendant les vacances d'été, en créant des conditions défavorables pour la conduite et entraînant plusieurs accidents. Les rivières en crue ont balayé plusieurs personnes ce qui a incité les autorités à déployer des bateaux et des hélicoptères de sauvetage mais au moins trois noyades ont été signalés.
De graves inondations a été signalé en Cumbria et Gloucestershire. La tempête a également jonché les routes d'arbres et de lignes électriques tombés. La faible visibilité et la pluie lors du Super Prix Motorsport de Birmingham ont contribué à un accident qui mis temporairement fin à la course. À Whitland, Pays de Galles, des soldats locaux procédèrent au sauvetage de personnes et à l'assainissement de la ville. Dans tout le pays, cinq personnes ont été portées disparues après la tempête, présumés noyés, et un mort supplémentaire a été confirmé à Newry, en Irlande du Nord.